# Stephen Boyd
Stephen Boyd (nacido como William Millar; Glengormley, Irlanda del Norte, 4 de julio de 1931-Northridge, California, 2 de junio de 1977) fue un actor británico-estadounidense conocido por su carisma y versatilidad en el cine de Hollywood durante las décadas de 1950 y 1960. Alcanzó la fama internacional por su interpretación de Mesala en la épica Ben-Hur (1959), papel que le valió un Globo de Oro al mejor actor de reparto y una nominación compartida al Óscar. Boyd destacó en filmes históricos y de aventuras como La caída del Imperio romano (1964) y Los Oscar (1956), demostrando su habilidad para encarnar personajes intensos y complejos. A lo largo de su carrera, participó en más de 60 producciones cinematográficas y televisivas, dejando un legado notable en el cine clásico antes de su fallecimiento prematuro a los 45 años debido a un ataque cardíaco.

## Biografía y carrera
Su madre fue Martha Boyd y su padre James Alexander Millar, un canadiense que trabajaba como camionero. Billy fue uno de los nueve hijos de este matrimonio.
Asistió a la escuela primaria Glengormley & Ballyrobert, luego en Ballyclare High school, estudiando contabilidad en la Hughes Commercial Academy.
Comenzó a trabajar en una empresa de seguros y en una agencia de viajes, dedicando las noches y los fines de semana a ensayar en una compañía teatral semiprofesional. Más tarde se incorporó al grupo teatral Ulster Theatre Group, destacándose en la interpretación de diversos papeles. También trabajó en radioemisoras, pero abandonó porque le quitaba tiempo para actuar. Posteriormente viajó a Londres, donde consiguió trabajo como suplente en obras irlandesas que se daban allí, como The Passing Day, del autor George Shiels.
Después de pasar un período de trabajos irregulares, el actor sir Michael Redgrave lo descubrió cuando trabajaba en el teatro Odeón y lo puso en el repertorio de la compañía de teatro Windsor Repertory Company. Posteriormente consiguió un puesto como director a tiempo parcial en la notoria compañía teatral The Arts Council Midland Theatre Company. Continuó su carrera incorporándose al plantel de la BBC, trabajando durante un año y medio en papeles principales.
En 1946 se trasladó a Canadá y posteriormente a Hollywood, buscando desarrollar su carrera, sin éxito. Regresó a Londres por algunos años y nuevamente viajó a Hollywood en 1954, donde consiguió algunos papeles menores.

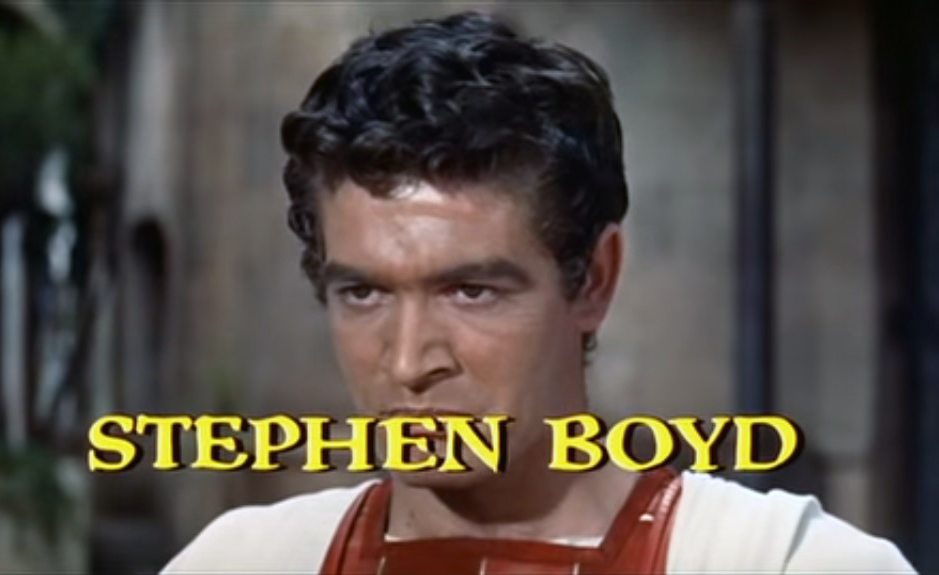
Presentación del actor en el tráiler de la película Ben-Hur (1959)

En 1956 firmó contrato con la empresa cinematográfica 20th Century Fox por siete años. Su primer papel fue el de espía irlandés en The Man who Never Was, que le fue ofrecido por el productor Alexander Korda. El director William Wyler quedó tan impresionado con su actuación en esta película que lo pidió a la 20th Century Fox para que interpretara el papel del tribuno romano Mesala como contraparte de Charlton Heston en la película épica Ben-Hur (1959). Fue tan impresionante su interpretación que fue premiado con el Globo de Oro, pero incomprensiblemente la Academia de Hollywood no valoró su espléndido trabajo, nominando en su lugar al actor británico y compañero de reparto Hugh Griffith, que, aunque estaba muy bien en su papel, quedaba muy alejado de la interpretación de Stephen, engrosando así la larga lista de injusticias de la Academia. 
En 1962 obtuvo el papel principal en la película Lisa, que fue nominada al Globo de Oro, y rodó junto con Gina Lollobrigida Venus imperial, melodrama sobre Paulina Bonaparte.
El año 1963 estaba en preproducción la película Cleopatra, con la actriz Elizabeth Taylor en el rol principal, y fue considerado como candidato al papel de Marco Antonio. Por enfermedad de la actriz, todo el proyecto se retrasó, lo que obligó a Boyd a buscar otros trabajos. Finalmente el rol fue interpretado por el actor Richard Burton.
En 1964 Stephen Boyd protagonizó la película La caída del Imperio romano, junto con Sofia Loren, pero fue un fracaso en taquilla, aunque fue ensalzada por los críticos. Boyd continuó actuando en películas bajo contrato antes de independizarse. Una de las mejores fue Viaje alucinante (Fantastic Voyage, 1966), una película de ciencia ficción del director Richard Fleischer que lanzó a la fama a Raquel Welch, y la superproducción La Biblia, del director John Huston, el mismo año.
La carrera de Boyd se fue eclipsando hacia finales de la década de 1960 y comenzó a pasar más tiempo en Europa, donde pensaba que encontraría papeles más cercanos a su interés personal. Considerado  un gran actor, polifacético y de mucha personalidad, aunque a veces subestimado en su carrera. En las producciones en que intervino, mostró gran capacidad actoral y recursos que lo destacaron. 
A través de su vida, y sin importarle lo famosa que fue en algún momento, nunca olvidó sus raíces irlandesas y se ocupó del cuidado de su familia. Estuvo muy ligado a su madre, Martha Millar, y su hermano Alex Millar.

### Matrimonios
Estuvo casado dos veces. La primera, en 1958, con una ejecutiva de Music Corporation of America (MCA), Mariella di Sarzana. La segunda vez, en 1974, con Elizabeth Mills, secretaria del British Arts Council y su amiga desde 1955. Liz Mills siguió a Boyd a los Estados Unidos a finales de la década de 1950 y fue su asistente personal y secretaria durante años, hasta su fallecimiento.

## Fallecimiento
Siendo un fumador empedernido, murió repentinamente de un ataque al corazón, a los cuarenta y cinco años de edad, mientras jugaba al golf, uno de sus pasatiempos favoritos, en el club campestre Porter Valley. Fue enterrado en el cementerio Oakwood Memorial Park en Tarzana, California.